# Peta Wilson

Peta Gia Wilson (2004)

Peta Wilson (* 18. November 1970 in Sydney, New South Wales; eigentlich Peta Gia Wilson) ist eine australische Schauspielerin und ein Fotomodell.

## Leben und Leistungen

### Jugend
Peta Wilson wurde in Sydney geboren, ihre Mutter Carlyne (geborene White) war Gastronomin, ihr Vater Darcy Wilson war Warrant Officer in der australischen Armee, in der auch ihr um ein Jahr jüngerer Bruder Rob Wilson dient. Ihre Kindheit verbrachte Wilson bis zum sechsten Lebensjahr in Papua, Papua-Neuguinea, da ihr Vater dort stationiert war, nach der Rückkehr nach Australien zog die Familie aufgrund des Berufs ihres Vaters häufig um, später besuchte Wilson eine katholische Mädchenschule in Brisbane, Queensland.
Als Jugendliche war Wilson als Sportlerin aktiv, unter anderem war sie Mitglied der australischen Netball-Nationalmannschaft und gewann zusammen mit ihrem Vater und ihrem Bruder den Titel der „Australian Interservice Champion Trailer Sailors“ im Segeln. Im Alter von fünfzehn Jahren gewann sie einen Model-of-the-year-Wettbewerb in Queensland und arbeitete unter anderem als Model in Japan, mit siebzehn erkrankte sie als verspätete Reaktion auf die Scheidung ihrer Eltern, bei der Wilson elf Jahre alt gewesen war, an Magersucht. Im Alter von neunzehn Jahren war sie einige Monate lang mit dem australischen Sänger James Reyne verlobt, den sie auf einem Kreuzfahrtschiff kennengelernt hatte.

### Karriere
Nach dem Abschluss der High School arbeitete Peta Wilson bei der Agentur Chadwick Models als Fotomodell in Australien und in Europa (Italien und London). 1991 zog sie nach Los Angeles in die USA, wo sie bei Arthur Mendoza vom Actors Circle Theatre in Los Angeles, Tom Waits von der TomCats Repertory Group und Sylvana Gulado Method Acting studierte.
Ihr Manager war der inzwischen verstorbene Michael McLean, der auch die Karrieren von Nicole Kidman, Naomi Watts und von anderen australischen Schauspielern förderte. Wilsons erster Auftritt im Theater war in Fool For Love von Sam Shepard. Erste kleine und später größere Rollen vor der Kamera folgten. Einer ihrer ersten Kinofilme war Denver P.D. – Die Kriegsteufel (One of Our Own, 1997), in dem sie die weibliche Hauptrolle neben Michael Ironside darstellte. Im Fernsehfilm Höllenjagd nach San Francisco (Vanishing Point, 1997) spielte sie neben Viggo Mortensen.
In der in Kanada gedrehten Fernsehserie Nikita (La Femme Nikita, 1997–2001) übernahm Wilson die Hauptrolle der gleichnamigen kampfsporttrainierten Geheimagentin Nikita, deren Codename Josephine lautet. Sie wurde dabei aus mehr als 200 Bewerberinnen ausgewählt. Die deutsche Synchronsprecherin der Nikita war Katrin Fröhlich.
Die dramatische Agentenserie wurde das Sprungbrett für Wilsons internationale Karriere. Fotos von ihr und Artikel über sie erschienen in englischsprachigen Zeitungen und Zeitschriften (u. a. Vogue, Cosmopolitan, Harper’s Bazaar, Esquire, Maxim, New York Post und New York Times). Wegen Terminschwierigkeiten konnte sie die Rolle der Jean Grey im Actionfilm X-Men (2000) von Bryan Singer nicht übernehmen; Famke Janssen ersetzte sie. In dem erotischen Thriller Mercy – Die dunkle Seite der Lust (2000) von Damian Harris spielte Wilson an der Seite von Ellen Barkin. 2001 stellte sie diesen Film beim Moskauer Filmfestival vor. Im Jahr 2002 wurde der Boxerfilm Joe & Max veröffentlicht, in dem sie unter der Regie von Steve James in der Rolle der Anny Ondra an der Seite von Til Schweiger zu sehen ist, der ihren Ehemann Max Schmeling verkörperte. Im Juli 2004 war Wilson auf dem Cover des US-amerikanischen Playboy und später auch auf der russischen Ausgabe.
Weiters gründete Peta Wilson die Firma Sweet Lip Productions, um Filme zu produzieren. Gemeinsam mit Jasper Sceats, dem Sohn des Designers Jonathan Sceats, produzierte sie eine Zeit lang Uhren in der Accessoiresfirma Psycht.
Wilson lebt in einem Haus am Strand bei Coffs Harbour, in New South Wales, etwa 550 km nördlich von Sydney und in Sydney. In der Woche als Wilson herausfand, dass sie schwanger war, wurde ihr die weibliche Hauptrolle in der Actionkomödie I Spy mit Eddie Murphy angeboten, die dann an Famke Janssen ging. Ende Februar 2002 brachte Wilson ihren Sohn Marlowe zur Welt. Vater ist der langjährige Freund Damian Harris (Sohn von Richard Harris). Wilson hatte ihn 1992 im Alter von 21 Jahren, bald nachdem sie nach Los Angeles gezogen war, kennengelernt. Sie trennten sich nach zirka zehn Jahren.
Die weibliche Hauptrolle der Vampirfrau Mina Harker erhielt Peta Wilson im Fantasy-Actionfilm Die Liga der außergewöhnlichen Gentlemen (2003) von Stephen Norrington mit Sean Connery in der Hauptrolle. Der Kinofilm basiert lose auf dem gleichnamigen Comic-Buch von Alan Moore und wurde 2002 während der Jahrhundertflut in Tschechien in Prag gedreht.
Im Fernsehfilm False Pretenses (2004) mit Stewart Bick verkörperte Wilson die Hauptrolle, die einen skrupellosen Geschäftsmann überlistet. Der Film erschien am 14. August 2007 in Kanada in Englisch und Französisch auf DVD. In der Serie Jonny Zero (2005) übernahm sie in zwei Folgen eine Gastrolle. Im Januar 2006 hat Wilson eine Folge der australischen Mystery-Serie Two Twisted von Bryan Brown gedreht. Daniel Wyllie spielte mit. Die Serie startete am 14. August 2006 im australischen Fernsehsender Nine Network.
2006 war Peta Wilson in einer kleineren Rolle einige Minuten lang als NASA-Beauftragte im Actionfilm Superman Returns zu sehen, der für die Besten visuellen Effekte für den Oscar nominiert wurde. Der Sciencefiction-Film kam am 17. August 2006 in die deutschen Kinos. Regisseur war Bryan Singer.
Wilson übernahm eine Rolle im Independentfilmdrama Gardens of the Night (2008) von dem Drehbuchautor und Regisseur Damian Harris. Zur Besetzung gehören: Evan Ross, ein Sohn der Sängerin Diana Ross, Tom Arnold, Kevin Zegers, Evan Peters, Harold Perrineau, Jeremy Sisto, Raphael Sbarge und John Malkovich. Gedreht wurde vom 21. August bis Oktober 2006. Die Weltpremiere war am 9. Februar 2008 auf der Berlinale, wo er in der Sektion Wettbewerb teilnahm. Ab September 2008 war er in den US-amerikanischen Kinos zu sehen.
Die sechswöchigen Dreharbeiten zum Film Beautiful begannen am 10. September 2007 in Adelaide, in Australien. Deborra-Lee Furness, Asher Keddie, Tahyna Tozzi und Aaron Jeffery spielen mit, der zuletztgenannte als Polizist, dessen Frau von Wilson verkörpert wird, deren Rolle der Regisseur und Drehbuchautor Dean J. O’Flaherty für sie schrieb. Die Veröffentlichung des Films von Kojo Pictures ist für den 9. März 2009 in Australien geplant.
Wilsons neue Filmproduktionsfirma heißt The Vision Picture Company. Ihre drei daran beteiligten Partner sind Susan Landau Finch, eine Tochter des Schauspielers Martin Landau, Peter Hopkins und Ross Straguszi, beide sind aus Queensland. Sieben Kinofilme sind in Entwicklung, ihr Budget liegt zwischen 5 und 30 Millionen (Australische) Dollar.
Die fünfzehntägigen Dreharbeiten des Independentfilms Malibu Shark Attack begannen am 5. April 2008. Wilson übernahm die Rolle der Rettungsschwimmerin Heather. Zur weiteren Besetzung gehören Warren Christie, Chelan Simmons, Sonya Salomaa, Rachel Barton, Remi Broadway, Jeff Gannon und Mungo McKay. Regisseur ist David Lister, Produzent ist Brian Trenchard-Smith.
Im Jahr 2013 designte Wilson ihre Modelinie Wylie Wilson. Als Schauspielerin trat sie zuletzt in der Fernsehserie Troppo in Erscheinung, die ab 21. Oktober 2022 bei Amazon Freevee angeboten wird.

## Filmografie (Auswahl)
- 1995: Naked Jane
- 1996: Strangers (Fernsehserie, Folge 1x06)
- 1996: Gnadenschuß im Flammenmeer (Woman Undone)
- 1996: Highlander (Fernsehserie, Folge 4x15)
- 1996: Loser
- 1997: Denver P.D. – Die Kriegsteufel (One of Our Own)
- 1997: Höllenjagd nach San Francisco (Vanishing Point)
- 1997–2001: Nikita (La Femme Nikita, Fernsehserie, 96 Folgen)
- 1998: The Sadness of Sex
- 2000: Mercy – Die dunkle Seite der Lust (Mercy)
- 2001: Girls in the City (A Girl Thing)
- 2001: Other People
- 2002: Joe & Max (Joe and Max)
- 2003: Comic Book Superheroes Unmasked
- 2003: Die Liga der außergewöhnlichen Gentlemen (The League of Extraordinary Gentlemen)
- 2004: False Pretenses
- 2005: Jonny Zero (Fernsehserie, 2 Folgen)
- 2006: Two Twisted (Fernsehserie, Folge 1x09)
- 2006: Superman Returns
- 2008: Gardens of the Night
- 2008: Beautiful
- 2009: Shark Attack – Sie lauern in der Tiefe! (Malibu Shark Attack)
- 2010: Errand_boy
- 2010: CSI: Miami (Fernsehserie, Folge 9x02)
- 2012: The Finder (Fernsehserie, Folge 1x06)
- 2012: Liberator (Kurzfilm)
- 2015: Dutch Kills
- 2022: Troppo (Fernsehserie, Folgen 1x02 bis 1x06)

## Auszeichnungen
- 1998 wurde Peta Wilson für Nikita als Best Genre TV Actress bei den Saturn Awards nominiert.
- 1998 und 1999 erhielt sie für ihre Rolle als Nikita jeweils eine Nominierung als beste Schauspielerin in einer dramatischen Hauptrolle bei den Gemini Awards.
- 2004 wurde sie für Die Liga der außergewöhnlichen Gentlemen als beste Nebendarstellerin bei den Saturn Awards nominiert.